# Mario Jurčević
Mario Jurčević, slovenski nogometaš, * 1. junij 1995, Ljubljana.
Jurčević je profesionalni nogometaš, ki igra na položaju branilca. Od leta 2024 je član srbskega kluba Partizan, od leta 2020 pa tudi slovenske reprezentance. Pred tem je igral za slovenske klube Olimpijo, Radomlje in Aluminij, hrvaški Osijek in ciprski Apollon Limassol. Skupno je v prvi slovenski ligi odigral 90 tekem in dosegel tri gole. Z Olimpijo je leta 2019 osvojil slovenski pokal.